# Reisbeschrijving (hoorspel)
Reisbeschrijving is een hoorspel van Richard Hey. Het SF-hoorspel Reisebeschreibung werd op 22 april 1970 door de Westdeutscher Rundfunk uitgezonden. Dick Poons vertaalde het en de AVRO zond het uit op donderdag 10 februari 1972. De regisseur was Dick van Putten. Het hoorspel duurde 59 minuten.

## Rolbezetting
- Frans Somers (professor Hogerhuis)
- Hans Karsenbarg (z’n assistent Dr. Mellert)
- Willy Brill (temponaut Dr. Janninck)
- Hans Veerman (temponaut Dr. Voordenberg)
- Bob Verstraete (temponaut Dr. Siebrecht)
- Jan Borkus, Jos van Turenhout, Huib Orizand, Jos Lubsen, Joop van der Donk, Donald de Marcas, Frans Kokshoorn, Fé Sciarone & Joke Hagelen (verdere medewerkenden)

## Inhoud
Een team van wetenschappers heeft zich tot doel gesteld, uit de toekomst hulp voor het bedreigde heden te halen. Er moeten mogelijkheden gevonden worden om de steeds dreigender wordende problemen - bevolkingsexplosie, mondiale hongersnood, toenemende agressie en grondstoffentekort - de baas te worden. Drie tijdreizigers gaan op weg. Eén verdwijnt er, de tweede landt in het jaar 2975, de derde in de allerverste toekomst, het jaar 49.700.000. Het blijft echter de vraag, of de mensheid in de loop van haar geschiedenis werkelijk iets heeft bijgeleerd…